# Магидович, Иегуда
Иегуда Магидович (1886, Умань — 5 января 1961, Тель-Авив) — израильский архитектор.

## Биография
Родился в Умани (ныне — Черкасская область Украины) в семье шляпочника Беньямина Цви Магидовича и домохозяйки Рахиль Садовой. Получил традиционное еврейское образование. Изучал искусство в Одессе и Киеве, архитектуру — в Одессе (1903—1910). 
В 1919 эмигрировал в Палестину и поселился в Тель-Авиве. В 1920 стал первым городским архитектором Тель-Авива и занимал эту должность до 1923. Является автором ряда проектов зданий в Тель-Авиве, в частности, здания посольства СССР на бульваре Ротшильда, Большой синагоги и других.